# El Carme (Onda)
El santuari de la Mare de Déu de l'Esperança i convent de Pares Carmelites, més conegut com el Carme, és un complex religiós catòlic ubicat als afores de la localitat d'Onda, a la comarca de la Plana Baixa. Sota l'advocació de la patrona d'Onda, està format per un Convent carmelità, una Casa d'Espiritualitat, el Santuari i un Museu de Ciències Naturals que visqué la seva esplendor durant les dècades dels '60 i '70 del segle xx.

## Advocació
A pesar de ser regentat per l'ordre carmelita, la titular del Santuari del Convent és la Mare de Déu de l'Esperança. Tot i no haver estat el cas d'una imatge trobada, s'ha transmès una llegenda de com la seua devoció va arrelar a Onda. Així doncs, segons recull el Pare Carmelita Rafael López Melús, pocs anys abans que els cristians conqueriren el territori onder, un musulmà ric vivia en un palau als terrenys on hui dia s'ubica el temple. La seua filla havia faltat durant un part un temps abans i, per a recordar-la, havia manat esculpir a un menestral local una estàtua de la xicona, amb el ventre d'embarassada. Una nit, l'home es va despertar i va veure la imatge il·luminada. En aquell moment, es va convertir al cristianisme, i també els seus amics, veïns i parents.
Aquesta llegenda era explicada en uns goigs dedicats a la Verge ara per ara perduts i dels quals només es conserva el fragment: De un moro Vos permitisteis / ser hecha por diestra mano / con imperio soberano a la fe lo convertisteis / para la gloria lo hicisteis / princesa, por ti libranza / tendremos por norte y por guía / oh, Virgen de la Esperanza.

## El Santuari

### Història

#### Fundació
Tot i això, i malgrat que Pascual Madoz assegure que la primigènia ermita en honor de l'Esperança va ser edificada el 1328, el primer document que ens parla del Santuari és de 1437: el testament del senyor de Ribesalbes, en Domènec Ros d'Orsins donat el 28 de desembre d'aquell any. Malauradament el text no deixa clar si l'edifici es construeix per primera vegada o sols se l'està remodelant, doncs usa l'expressió novament començat.
Amb tot, que el convent de Pare Carmelites annex al Santuari des de pràcticament la seua fundació no aparega recollit a l'acta de la reunió general celebrada per l'ordre el 1416, fa pensar que la data de construcció del temple i del cenobi puga oscil·lar entre 1416 i 1437.

#### Ex-claustració i abandonament
A conseqüència de la desamortització de Mendizábal, els religiosos carmelites foren expulsats del Convent i del Santuari l'any 1835, i el conjunt va passar a ser propietat de l'Estat espanyol. Per dissort, l'agost de 1836, en el context de la Primera Guerra Carlina, les tropes fidels a Isabel II cremaren els edificis per creure'ls refugi dels partidarrs de Carles Maria Isidre de Borbó. En aquest incendi va ser destruïda la rica biblioteca del Convent, així com pràcticament totes les obres d'ara que es conservaven allà. Únicament va ser salvada l'escultura original de la Mare de Déu de l'Esperança, traslladada el 1835 a l'església de l'Assumpció d'Onda, amb motiu d'una epidèmia al poble.
Les ruïnes del Santuari foren comprades pel doctor Pastor, qui li les retornà als carmelites el 1879, els quals, encapçalats per l'onder Vicente Peydró, van reprendre la vida en comunitat.

#### Restauració

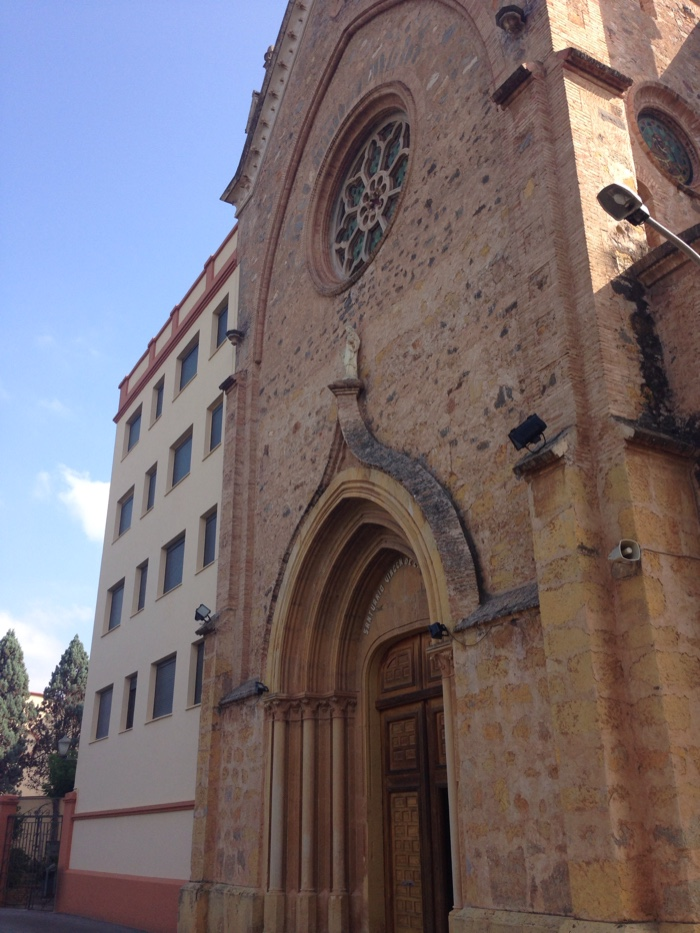
Façana del Santuari, amb la Casa d'Espiritualitat annexa.

Amb la tornada dels carmelites, s'inicià la reconstrucció del Santuari i del Convent. Com la primigènia església semblava ara massa menuda, el 26 d'abril de 1891 el bisbe de Tortosa, en Francisco Aznar Pueyo, diposità la primera pedra del nou Santuari neogòtic dissenyat per l'arquitecte castellonenc Godofredo Ros. Aquest va ser inaugurat l'any 1903, i a la fornícula central del seu altar major fou col·locada la imatge primigènia de la Verge de l'Esperança, que havia estat retornada des d'Onda en processó el 18 de desembre de 1887.

#### Guerra Civil
El 27 de juliol de 1936, durant els primers dies de la Guerra Civil espanyola, la comunitat carmelita fou expulsada del Convent pels republicans, i uns dies després tot el conjunt va ser incendiat. En aquest foc es va perdre l'escultura original de la Mare de Déu, tot i que va ser salvada una altra, de fusta, datada del segle xvii i que des de 1938 fins al 1956 ocupà l'improvisat i provisional altar major del Santuari en reconstrucció.

### Estructura

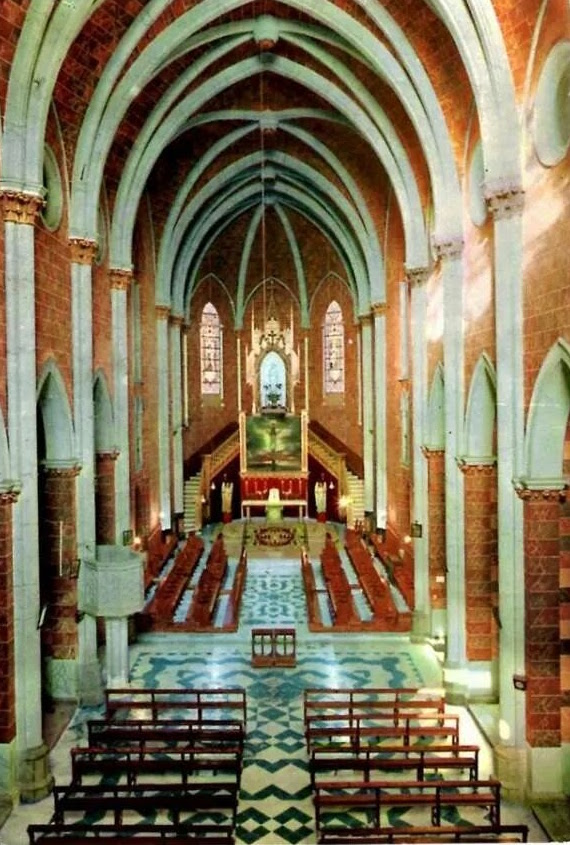
Interior del Santuari el 1965

#### Santuari primigeni
El Santuari primigeni estava ubicat uns metres més a l'est de l'actual. L'accés era per ponent i l'altar major estava situat a orient. De planta rectangular, hui dia es conserva d'ell part de l'estructura de la nau i el campanar, integrats en l'arquitectura del Convent carmelità.

#### Santuari

##### Façana
La façana del Santuari, que mira al nord, és de pedra, amb un gran rosetó a la seua part central. Per sota, la porta està emmarcada per un arc apuntat damunt del qual s'ubica una imatge de la Mare de Déu del Carme de reduïdes dimensions.

##### Interior
El temple està format per una sola nau de planta rectangular. A dreta i esquerra, oberts per arcs apuntats hi ha diversos altars laterals, la seua majoria d'estil neogòtic, com la resta del temple. A la part oest, junt a les escales de l'altar major, es troba la capella de la Verge del Carme amb una imatge de la titular realitzada l'any 1990.

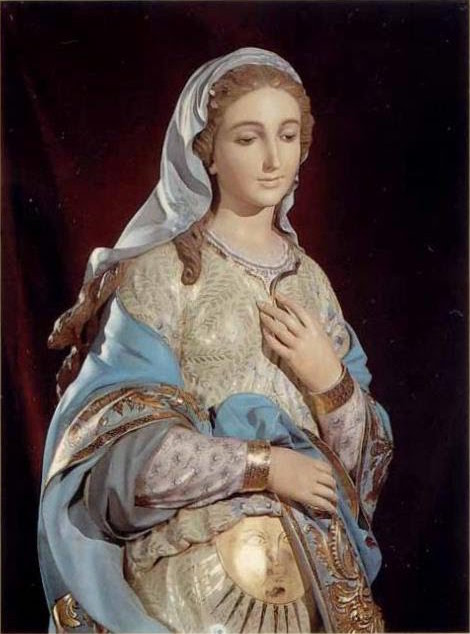
Imatge de l'Esperança feta per Rabassa

L'altar major és d'estil neogòtic i va ser construït l'any 1958. Està compost per un frontal baix, on se situa un Crist crucificat, i unes escales a dreta i esquerra que pugen fins al camarí de la Mare de Déu. La imatge d'aquesta és obra del valencià Josep Rabassa i va ser beneïda el 25 de juliol de 1956.

##### Cor
Als peus del temple s'hi emplaça el Cor, al qual s'accedeix a través d'una estreta escala que arranca des del costat oest de la porta d'accés.

## Museu de Ciències Naturals
El Museu de Ciències Naturals del Carme va nàixer a iniciativa del carmelità Anselmo Coyne l'any 1952. Ell, juntament amb els estudiants carmelites de filosofia i teologia, començaren a catalogar papallones, pedres o herbes. Finalment, a mitjan dècada de 1960 es va construir l'actual edifici, pel qual passaren ministres, científics, literats i fins i tot la infanta Neus de Borbó. Entre 1971 i 1976 el visitaren vora 2 milions de persones. Però després de la mort del Pare Anselmo Coyne l'any 1979 començà la decadència del recinte i la xifra de visitants es va reduir dràsticament.

## Religiosos il·lustres
- Pare Francisco Mathia (segle xvi), primer prior conegut.
- Venerable P. Jerònim Caset (+Onda, 1572).
- Venerable P. Joan Sanç (Ontinyent, 31.01.1557 - Onda, 1608), professor.
- Pare Andrés Caperó (segle xvii), bisbe de Lugo.
- Pare Anastasio Vives de Rocamora (Oriola, 16.03.1599 - Onda, 20.05.1674), bisbe de Sogorb.
- Pare Vicente Peydró (Onda, 1812 - 1889), restaurador del Carme.
- Pare Anselmo Coyne (Saragossa, 1901 - Onda, 1979), fundador del Museu de Ciències Naturals.